# Airtransse

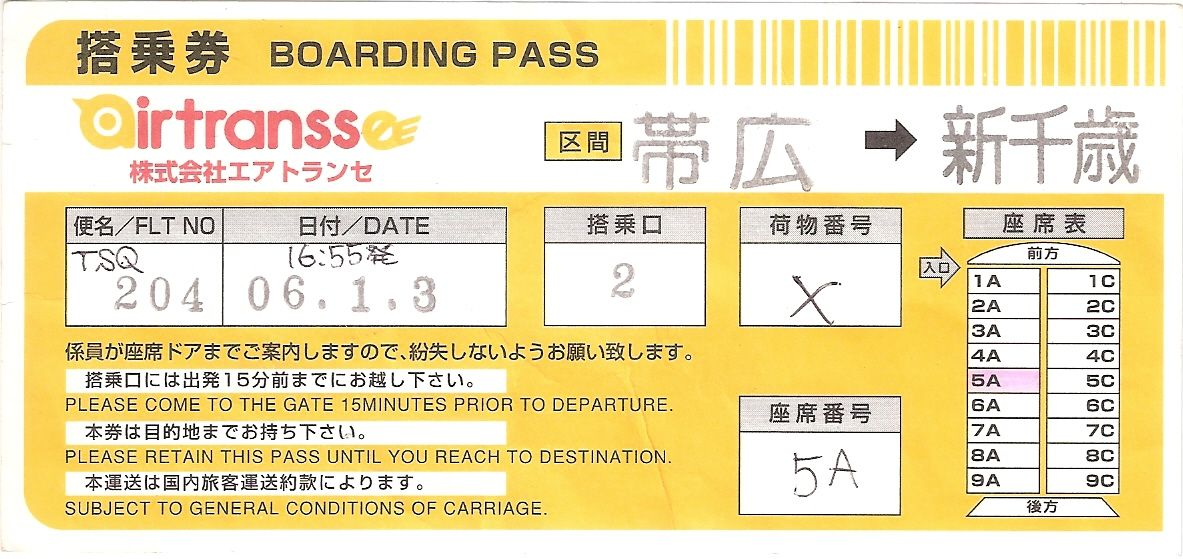
Een instapkaart van Airtransse

Airtransse (Japans: 株式会社エアトランセ, Kabushiki-gaisha Eatoranse) is een Japanse luchtvaartmaatschappij en heeft als thuisbasis Luchthaven Hakodate. Het bedrijf is gevestigd in het Nichinan Trading Building dat in Shinjuku staat, een van de 23 speciale wijken van Tokio. Airtransse voert passagiersvluchten uit binnen Japan en beschikt over enkele Beechcrafts 1900.

## Geschiedenis
Airtransse werd opgericht in 1997 als Air Shenpix. De naam werd veranderd in Airtransse in december 2004.